# Sabero
Sabero ist eine Gemeinde mit 1.021 Einwohnern (Stand: 2024) im nordwestlichen Zentral-Spanien in der Provinz León in der Autonomen Gemeinschaft Kastilien-León. Matallana de Torío besteht neben dem gleichnamigen Hauptort aus den Ortsteilen Alejico, Olleros de Sabero, Saelices de Sabero und Sotillos de Sabero.

## Geografie
Sabero liegt etwa 53 Kilometer nordöstlich von León in einer Höhe von ca. 980 m. Der Esla begrenzt die Gemeinde im Osten. 

## Bevölkerungsentwicklung
| Jahr        | 1950 | 1970 | 1981 | 1991 | 2001 | 2011 | 2021 |
| ----------- | ---- | ---- | ---- | ---- | ---- | ---- | ---- |
| Einwohner   | 3815 | 3766 | 3050 | 2556 | 1727 | 1366 | 1109 |
| Quelle: INE |      |      |      |      |      |      |      |

## Sehenswürdigkeiten
- Peterskirche in Sabero
- Minenmuseum

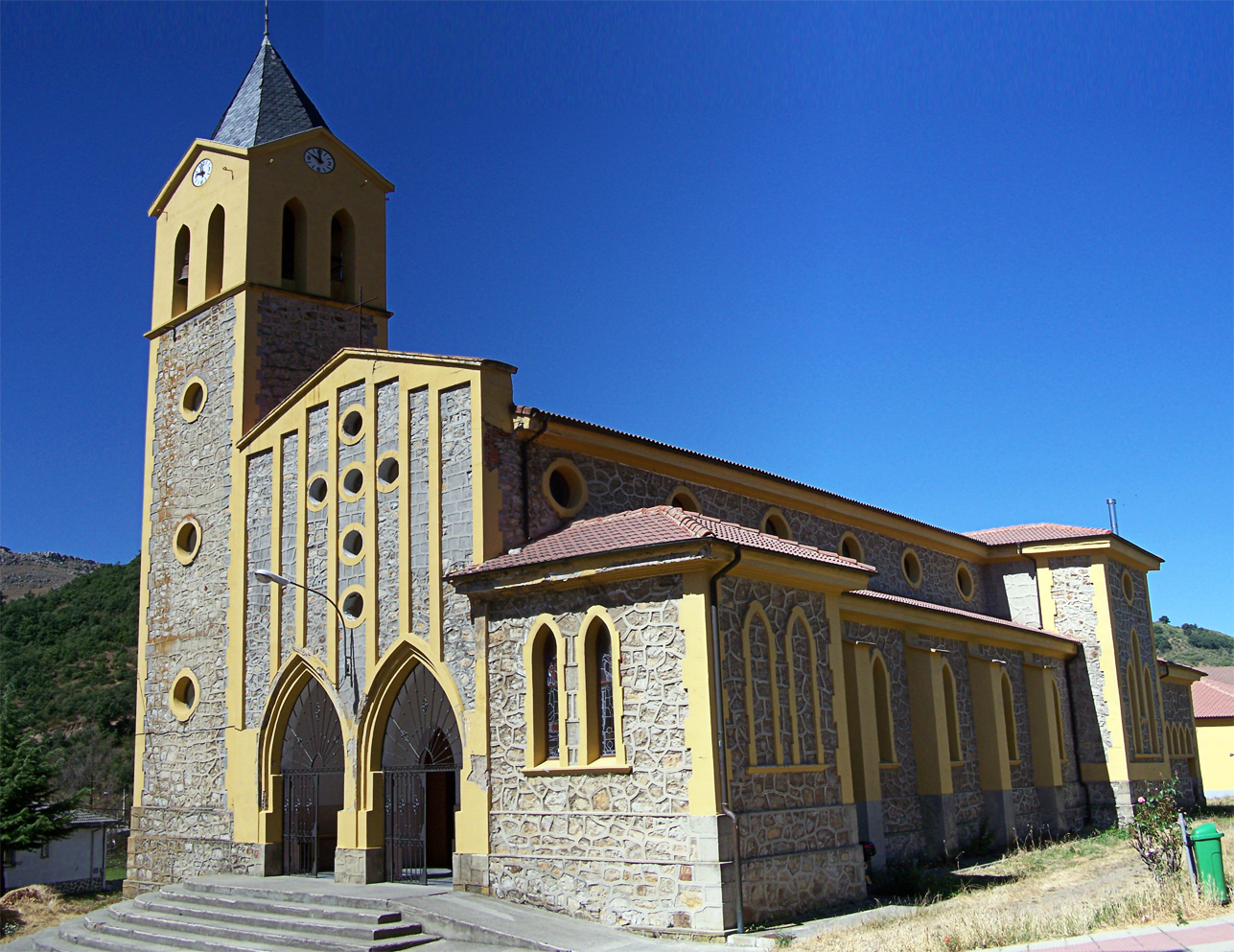
Peterskirche